# إبراهيم الشهري (لاعب كرة قدم مواليد 1988)
إبراهيم عبده الشهري هو لاعب كرة قدم سعودى.
تدرج في الفئات السنية بنادي القادسية لعب بعدها مع نادي أبها ونادي الرياض ونادي الطائي ونادي الفيحاء ونادي نجران ونادي هجر ونادي الأخدود ونادي وج.